# 村岡耕一
村岡 耕一（むらおか こういち、1960年7月17日 - ）は、佐賀県佐賀市出身の元プロ野球選手（内野手）。

## 来歴
1960年7月17日に佐賀県佐賀市で生まれる。大分県立日田林工高等学校では遊撃手として1978年の第60回全国高等学校野球選手権大会に出場するが、3回戦（対天理高等学校）で敗退する。卒業後は社会人野球の電電九州に入社し、1980年の第51回都市対抗野球大会、1981年の第52回都市対抗野球大会に連続出場を果たした。同僚にはのちに1981年のドラフト会議において阪急ブレーブスから指名される南牟礼豊蔵、村岡と同時に横浜大洋ホエールズへ入団する右田一彦が在籍していた。
同年のプロ野球ドラフト会議で横浜大洋ホエールズから3巡目で指名され、入団する。2年目の1983年に一軍初出場を果たすと1984年以降は一軍に定着し、1985年には自己最多となる103試合に出場した。遊撃手ながら二塁・三塁もこなせる器用さと走力を武器に活躍し、1988年には二塁手・三塁手で18試合に先発出場し、うち11試合は2番で起用された。テレビ番組の「プロ野球珍プレー・好プレー大賞」では、自軍ベンチへファールを打ち込み、次の球では加藤博一がベンチ内でファールを捕球しようとグラブを持って構える姿が取り上げられた（結果は見逃し三振）。
1990年の開幕直前に、駒崎幸一・青山道雄・秋元宏作との交換トレードで、河野誉彦と共に西武ライオンズへ移籍した。西武では不振の田辺徳雄に代わって起用されるなど、代走および守備要員として戦力となった。同年の日本シリーズ（対読売ジャイアンツ戦）においても第3戦の8回裏に、指名打者の安部理の代走として起用された。
1991年は一軍出場が無く、同年を最後に現役を引退した。引退後はマスターズリーグの大阪ロマンズ、東京ドリームスに所属したほか、少年野球の指導を担当している。

## 詳細情報

### 年度別打撃成績
| 年 度     | 球 団     | 試 合 | 打 席 | 打 数 | 得 点 | 安 打 | 二 塁 打 | 三 塁 打 | 本 塁 打 | 塁 打 | 打 点 | 盗 塁 | 盗 塁 死 | 犠 打 | 犠 飛 | 四 球 | 敬 遠 | 死 球 | 三 振 | 併 殺 打 | 打 率 | 出 塁 率 | 長 打 率 | O P S |
| --------- | --------- | ----- | ----- | ----- | ----- | ----- | -------- | -------- | -------- | ----- | ----- | ----- | -------- | ----- | ----- | ----- | ----- | ----- | ----- | -------- | ----- | -------- | -------- | ----- |
| 1983      | 大洋      | 3     | 1     | 1     | 0     | 0     | 0        | 0        | 0        | 0     | 0     | 0     | 0        | 0     | 0     | 0     | 0     | 0     | 0     | 0        | .000  | .000     | .000     | .000  |
| 1984      | 大洋      | 62    | 42    | 34    | 7     | 5     | 3        | 0        | 0        | 8     | 0     | 2     | 0        | 6     | 0     | 2     | 0     | 0     | 7     | 1        | .147  | .194     | .235     | .430  |
| 1985      | 大洋      | 103   | 94    | 78    | 29    | 16    | 4        | 0        | 0        | 20    | 3     | 8     | 6        | 7     | 0     | 7     | 0     | 2     | 13    | 0        | .205  | .287     | .256     | .544  |
| 1986      | 大洋      | 89    | 84    | 72    | 14    | 12    | 0        | 0        | 0        | 12    | 3     | 12    | 2        | 9     | 0     | 2     | 1     | 1     | 10    | 0        | .167  | .200     | .167     | .367  |
| 1987      | 大洋      | 18    | 17    | 14    | 5     | 2     | 1        | 0        | 1        | 6     | 2     | 1     | 0        | 2     | 0     | 1     | 0     | 0     | 2     | 0        | .143  | .200     | .429     | .629  |
| 1988      | 大洋      | 63    | 107   | 91    | 18    | 21    | 1        | 0        | 0        | 22    | 5     | 7     | 1        | 7     | 0     | 8     | 0     | 1     | 16    | 0        | .231  | .300     | .242     | .542  |
| 1989      | 大洋      | 51    | 98    | 82    | 10    | 20    | 4        | 0        | 1        | 27    | 4     | 4     | 4        | 7     | 0     | 9     | 0     | 0     | 10    | 1        | .244  | .319     | .329     | .648  |
| 1990      | 西武      | 58    | 46    | 32    | 8     | 4     | 2        | 0        | 0        | 6     | 1     | 6     | 0        | 5     | 0     | 9     | 0     | 0     | 5     | 1        | .125  | .317     | .188     | .505  |
| 通算：8年 | 通算：8年 | 447   | 489   | 404   | 91    | 80    | 15       | 0        | 2        | 101   | 18    | 40    | 13       | 43    | 0     | 38    | 1     | 4     | 63    | 3        | .198  | .274     | .250     | .524  |

### 記録
- 初出場：1983年10月10日、対広島東洋カープ23回戦（横浜スタジアム）、9回裏に若菜嘉晴の代走として出場
- 初安打：1984年5月8日、対広島東洋カープ3回戦（横浜スタジアム）、9回裏に高木由一の代打として出場、大野豊から右前安打
- 初先発出場：1984年6月15日、対読売ジャイアンツ12回戦（横浜スタジアム）、8番・遊撃手として先発出場
- 初盗塁：1984年7月1日、対中日ドラゴンズ14回戦（静岡県草薙総合運動場硬式野球場）、9回裏に二盗（投手：牛島和彦、捕手：中尾孝義）
- 初打点：1985年4月22日、対ヤクルトスワローズ3回戦（明治神宮野球場）、9回表に中本茂樹から左前適時打
- 初本塁打：1987年9月22日、対阪神タイガース24回戦（横浜スタジアム）、8回裏に山本和行から2ラン

### 背番号
- 43 （1982年 - 1987年）
- 45 （1988年 - 1989年）
- 14 （1990年 - 1991年）